# Внешняя политика Танзании
Внешняя политика Танзании — это общий курс Танзании в международных делах. Внешняя политика регулирует отношения Танзании с другими государствами. Реализацией этой политики занимается министерство иностранных дел Танзании.

## История
В 1964 году было образовано государство Танзания после того, как Республика Танганьика и Султанат Занзибар получили независимость от Великобритании. Танзания является членом Содружества наций; штаб-квартира Восточноафриканского сообщества расположена в городе Аруше. Первый президент Танзании Джулиус Ньерере вел решительную борьбу против колониализма в Африке. В этот период времени Великобритания и Танзания не поддерживали отношений из-за разных взглядов на конфликт в Южной Родезии.
К 1970 году Танзания разместила на своей территории 40 000 беженцев из ЮАР и Демократической Республики Конго. Танзания давала согласие повстанческим антиколониальным организациям размещаться в Дар-эс-Саламе. Танзания была решительным сторонником создания Организации африканского единства, а также приняла участие в создании в 1967 году Восточноафриканского сообщества с Угандой и Кенией. Джулиус Ньерере был одним из основателей Движения неприсоединения. Кроме того, Танзания играла активную роль в борьбе против режима апартеида в ЮАР, в Группе 77 и Организации африканского единства (ОАЕ). С 1984 по 1985 году Джулиус Ньерере занимал должность председателя ОАЕ.
С 1965 по 1975 год у Танзании были напряжённые отношения с США и Великобританией, что привело к сокращению экономической помощи со стороны этих стран и росту государственного долга до 3 млрд. долларов США.  В 1986 году правительству Танзании удалось заключило новое соглашение с Международным валютным фондом (МВФ). В 1990 году Соединённые Штаты предоставили Танзании помощь в размере 40 млн. долларов США. Танзания имеет хорошие отношения со своими соседями в регионе, а также прилагает усилия по разрешению территориальных конфликтов в районе Великих Африканских озёр. Танзания выступала посредником в переговорах между повстанцами и правительством Бурунди для разрешения внутренних междоусобиц в этой стране. В марте 1996 года Танзания, Уганда и Кения решили ускорить процесс экономического и регионального сотрудничества. В сентябре 1999 года переговоры завершились подписанием Договора о сотрудничестве в Восточной Африке. 1 января 2005 года организован Таможенный союз Восточноафриканского сообщества (ВАС), а 1 июля 2010 года между странами заработал режим общего рынка. В 2007 году Руанда и Бурунди присоединились к ВAC в качестве полноправных членов.
Танзания является единственной страной Восточной Африки, которая входит в Сообщество развития Юга Африки (САДК). С 2005 по 2006 год Танзания являлась непостоянным членом Совета Безопасности ООН. Президент Танзании Джакайя Киквете председательствовал в Африканском союзе с 2009 по 2010 год. В марте 2008 года танзанийские военные вместе с другими странами Африканского союза приняли участие в восстановлении порядка на Коморских островах. С 1960-х годов Танзания проводит политику открытых дверей для беженцев, предоставляя им достаточно комфортные условия проживания. Например, с 1994 по 1996 год танзанийская область Кагера насчитывала более 700 000 беженцев, а местные жители составляли 1,3 млн. человек. Влияние беженцев на местное население было значительным, поскольку голодные иностранцы похищали урожай и крупный рогатый скот, а также вырубали леса с целью заготовки дров. В 2009 году Танзания предоставила убежище 162 000 беженцам из Бурунди.
В ноябре 2013 года правительство Танзании сделало заявление, что рассмотрит возможность заключить новые стратегические альянсы так как неудовлетворенно политикой Кении, Уганды и Руанды в Восточноафриканском сообществе. Китайская Народная Республика является крупнейшим поставщиком экономической помощи для Танзании: Пекин предоставил более 400 млн. долларов США для финансирования строительства танзанийской части железной дороги с Замбией. На строительстве железной дороги работало 15 000 китайцев и 15 000 танзанийцев.